# Ворожейкин, Евгений Минаевич
Евгений Минаевич Ворожейкин (9 июля 1926, Егорьевск — 5 мая 1976, Москва) — советский учёный-правовед, доктор юридических наук, профессор юридического факультета Московского государственного университета, специалист по семейному праву. Участник Великой Отечественной войны.

## Биография
Родился 9 июля 1926 года в городе Егорьевске Московской области.
17 июня 1943 года был призван на фронт. Службу проходил в 3-м инженерно-противохимическом полку НКВД. Выполнял задачи по разминированию и расчистке местности под Смоленском, участвовал в спасательных и аварийно-восстановительных работах в Москве. После окончания войны продолжил службу в ВС СССР. Демобилизован 25 января 1952 года в звании майора.
С 1948 по 1952 годы, параллельно со службой, учился во Всесоюзном юридическом заочном институте.
В 1957 году защитил кандидатскую диссертацию на тему: «Гражданско-правовое регулирование экспедиционных операций органов транспорта» под руководством профессора В. А. Рясенцева.
С февраля 1967 года преподавал на кафедре гражданского права юридического факультета МГУ имени М.В. Ломоносова. Длительное время являлся заместителем декана по учебной работе.
В 1957—1963 годах главный редактор журнала «Советская юстиция», заместитель главного редактора журнала «Советское государство и право», директор издательства «Юридическая литература».
В 1973 году защитил докторскую диссертацию на тему: «Актуальные проблемы теории семейных правовых отношений в СССР».
Умер 5 мая 1976 года в Москве.

## Научная деятельность
Сферу научных интересов Е. М. Ворожейкина составляли проблемы гражданского и семейного права.
Е. М. Ворожейкин впервые в СССР разработал теорию семейных правоотношений, проблемы семейно-правовой ответственности вопросы исковой давности в семейном праве и др. В последнее время он занимался проблемами семейного права и народонаселения.
Ему принадлежат также работы по советскому гражданскому праву (об обязательствах по транспортно-экспедиционному обслуживанию, о праве личной собственности и др.).
Уделял большое внимание подготовке кадров, принимал активное участие в работе над учебниками и учебными пособиями по советскому семейному праву.
Ворожейкин составил и издал тремя переизданиями Судебные речи известных русских юристов, вышедшие в 1956, 1957 и 1958 годах.

## Некоторые публикации

### Монографии, учебные пособия
- Судебные речи известных юристов. Сборник / Сост.: Е. М. Ворожейкин, Под ред.: М. М. Выдря. — М.: Госюриздат, 1956. — 687 с. (переиздано в 1957 и 1958 годах)
- Судебные ораторы Франции XIX века. Речи в политических и уголовных процессах / Сост.: Е. М. Ворожейкин, Под ред.: М. М. Выдря. — М.: Изд-во ИМО, 1959. — 566 с.
- Ворожейкин Е. М. Обязательство по транспортно-экспедиционному обслуживанию / Под ред. проф. В. А. Рясанцева. — М.: Госюриздат, 1957. — 107 с.
- Ворожейкин Е. М. Правовые основы брака и семьи. — М.: Юридическая литература, 1969. — 158 с.
- Ворожейкин Е. М. Семейные правоотношения в СССР. — М.: Юридическая литература, 1972. — 335 с.
- Ворожейкин Е. М. Брак и семья в СССР. — М.: Знание, 1973. — 64 с.

### Статьи
- Ворожейкин Е. М. Демократические основы советского семейного права // Советское государство и право : научный журнал. — 1974. — № 6. — С. 57—64.
- Ворожейкин Е. М. Динамика народонаселения и право // Советское государство и право : научный журнал. — 1969. — № 9. — С. 23—31.
- Ворожейкин Е. М. Насущные вопросы подготовки и издания юридических книг // Советское государство и право : научный журнал. — 1964. — № 3. — С. 3—11.
- Ворожейкин Е. М. О предмете советского семейного права // Советское государство и право : научный журнал. — 1968. — № 6. — С. 49—56.
- Ворожейкин Е. М. Орлова Н. В. Правовое регулирование брака в СССР. — М.: Наука, 1971. — 126 с. (Рецензия) // Советское государство и право : научный журнал. — 1972. — № 6. — С. 147—148.
- Ворожейкин Е. М. Последствия правонарушений в советском семейном праве // Советское государство и право : научный журнал. — 1973. — № 3. — С. 27—34.
- Ворожейкин Е. М. Право и семья // Советское государство и право : научный журнал. — 1970. — № 9. — С. 57—65.
- Ворожейкин Е. М. Семейное право — как самостоятельная отрасль права // Советское государство и право : научный журнал. — 1967. — № 4. — С. 29—37.
- Ворожейкин Е. М., Суханов Е. А. Семейное право. — Берлин: Госиздат ГДР, 1972. — 567 с. (Рецензия) // Советское государство и право : научный журнал. — 1974. — № 8. — С. 149—151.

## Награды
- Орден Отечественной войны II степени[1]
- Медаль «За победу над Германией в Великой Отечественной войне 1941—1945 гг.»[2]
- Бронзовая медаль ВДНХ (12.03.1973) — за написание монографии «Правовые основы брака и семьи»[3]